# حقوق الإنسان في كندا
منذ التوقيع على الإعلان العالمي لحقوق الإنسان في عام 1948، حاولت الحكومة الكندية جعل حقوق الإنسان جزءًا من القانون الكندي. وهناك حاليًا أربع آليات رئيسية في كندا لحماية حقوق الإنسان، هي: الميثاق الكندي للحقوق والحريات وقانون حقوق الإنسان الكندي ولجنة حقوق الإنسان الكندية وتشريعات وقوانين حقوق الإنسان للمقاطعات.
ولم يثر موضوع حقوق الإنسان في كندا الكثير من الجدل مقارنة بالمشكلات التي تعلقت بحقوق الإنسان في الدول الأخرى. ويعتقد أغلب الكنديين أن الدولة مؤيد قوية ونموذج إيجابي يحتذى به فيما يتعلق بحقوق الإنسان لباقي دول العالم. على سبيل المثال، في عام 2005، أصبحت كندا الدولة الرابعة في العالم التي تفرض تشريعًا للزواج المثلي في مختلف أرجاء الدولة من خلال سن قانون الزواج المدني.
وقد توجب على كندا التعامل مع بعض المشكلات المرتبطة بحقوق الإنسان والتي أدت إلى الإدانة من جهات دولية، مثل الأمم المتحدة. على سبيل المثال، ما زالت بعض المقاطعات تسمح باستخدام المدارس المفصولة دينيًا. كما يستمر التعامل مع الأمم الأولى في كندا أو الكنديين الأصليين والمعاقين في جذب النقد.

## معلومات تاريخية
تتعلق حقوق الإنسان بالحقوق الخاصة وسلطات الأشخاص. ولهذا، بشكل نموذجي، معانٍ واسعة النطاق، تغطي كل حقوق الإنسان المحمية بموجب القانون خارج إطار سياق القانون الجنائي. وتدور الحقوق المدنية في الأساس حول مشكلات مثل التمييز والإقامة وحق التصويت (التصويت) وإلى حد أقل، حقوق الملكية. وتخضع حقوق الإنسان بشكل رئيسي للحماية بموجب قوانين حقوق الإنسان الفيدرالية والخاصة بالمقاطعات في السياقات الخاصة، وبموجب الميثاق الكندي للحقوق والحريات عندما تكون الدولة طرفًا في الأمر.
وقد اشتملت مشكلات حقوق الإنسان المثيرة للجدل في كندا على حقوق براءات الاختراع وحرية التعبير وحرية الاعتقاد وحقوق الوالدين وحقوق الأطفال وحقوق الإجهاض مقابل حقوق الجنين وحقوق الأقليات وحقوق الأغلبيات وحقوق المعاقين وحقوق السكان الأصليين وحقوق المستأجرين والحقوق الاقتصادية والاجتماعية والسياسية.

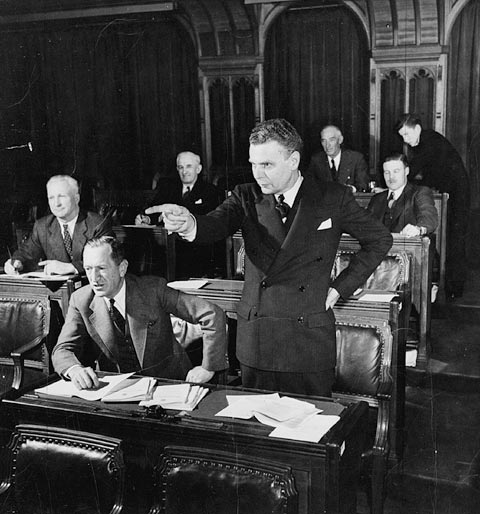
في عام 1960، قام رئيس الوزراء، ديفينبيكر بطرح وثيقة الحقوق الكندية، والتي تعتبر سلفًا للميثاق الكندي للحقوق والحريات.

ومنذ القرن التاسع عشر وحتى ظهور وثيقة الحقوق الكندية وأول قانون حقوق إنسان يصدر للمقاطعات، لم توفر قوانين كندا والمقاطعات الكثير فيما يتعلق بالحقوق المدنية، ولم تكن ذات أهمية كبيرة للمحاكم. وهذا لا يعني أن الكنديين لم تكن لهم حقوق. ولكن، لم تكون هناك قائمة مسرودة تحتوي على الحقوق التي يمكن أن يستخدمها المواطنون لرفع دعاوى ضد الحكومة، كما هو الحال في وثيقة الحقوق في الولايات المتحدة أو الإعلان الفرنسي لحقوق الإنسان. وبدلاً من ذلك، تبع القانون الكندي التقليد البريطاني الذي كان من خلاله تستخدم «حقوق المواطنين الإنجليز» (غير المسجلة) بشكل تلقيدي للدفاع أمام كل فروع الدولة (المحاكم، البرلمان، والتاج الملكي) بشكل إجمالي، وفي بعض الأحيان، عندما تتنافس مع بعضها البعض. وفي كندا، تم تفسير هذا المفهوم في ضوء الفيدرالية الكندية، حيث منعت المحاكم بشكل متكرر التشريعات الخاصة بالمقاطعات من التشريع بطرق تنعكس على الحقوق الفردية، حيث تم ترك السلطة للبرلمان الفيدرالي فقط. ويعرف هذا المفهوم باسم «وثيقة الحقوق المضمنة».
وخلال تلك الفترة المبكرة، كان هناك عدد من القضايا القانونية الناجمة عن السلوك التمييزي أو القمعي. وقد تعاملت المحاكم، بشكل نموذجي، مع هذه الحالات بصرامة كأمور قانونية بدون أخذ العنصر الاجتماعي للأمر في الاعتبار بشكل صريح.
وقد أثارت أول قضايا بشكل نموذجي مسألة الاختصاص القضائي الدستوري للقانون. وفي قضية يونيو كوليري كامبني في كولومبيا البريطانية ضد برايدن (1899)، اتهم برايدن، وهو مساهم في شركة يونيو كوليري، الشركة بانتهاك قانون التعدين في المقاطعة الذي كان يحظر توظيف «الصينيين». وقد عارضت الشركة بنجاح دستورية القانون على أساس أنه يشرع في إطار أمر يخص الاختصاص القضائي الفيدرالي. وفي قضية كانينغهام ضد هوما (1903)، تم التوصل إلى أن القانون الخاص بالمقاطعة الذي يحظر تصويت الأشخاص من أصل ياباني دستوري على أساس أن ذلك أمر يأتي في إطار اختصاص المقاطعة لإصدار تشريعات حوله. وبنفس الطريقة، في قضية كونج وينج في آر (1914)، تم التوصل إلى أن قانون ساسكاتشيوان الذي يحظر تعيين النساء البيض في الشركات التي يمتلكها «الصينيون» دستوري لأنه يتعلق بالاختصاص القضائي.
وفي حكم المرجع المتعلق بتشريعات ألبرتا، أقرت المحكمة العليا الكندية وثيقة حقوق ضمنية. وكانت المحكمة قد ألغت قانونًا ساريًا في ألبرتا حظر على الصحافة انتقاد الحكومة. وفي قضية المرجع المتعلق بالأشخاص من العرق الياباني (1946)، أيدت المحكمة العليا في كندا القرار الحكومي القاضي بترحيل المواطنين الكنديين من أصل ياباني. ومع ذلك، وفي معارضة لهذا الأمر، ناشد قاضيان بإصدار وثيقة الحقوق كأساس صالح لإبطال القانون.

### الاتحاد وما بعده

#### الإطار الدستوري
في عام 1867، نشأت كندا بموجب قانون أمريكا الشمالية البريطانية لعام 1867 (ويُسمى الآن قانون الدستور 1867). تمشيًا مع التقاليد الدستورية البريطانية، لم يتضمن القانون قائمة راسخة من الحقوق، بخلاف حقوق معينة متعلقة باستخدام اللغة في المجالس التشريعية والمحاكم، وأحكام تحمي حق بعض الأقليات الدينية في إنشاء مدارسهم المنفصلة والطائفية. بدلًا من ذلك، اتبع القانون الكندي النهج الدستوري البريطاني الذي دافعت فيه جميع فروع الحكومة (البرلمان والمحاكم والعرش) تقليديًا عن «حقوق الإنجليز» (غير المذكورة)، ونافست بعضها البعض في ذلك في بعض الأحيان. أكد الفكر السياسي والقانوني في القرن العشرين أيضًا على أهمية حرية التعاقد وحقوق الملكية بصفتهما جانبين مهمين للحرية وسيادة القانون. يعني النهج أن ما يُنظر إليه الآن على أنه مخاوف تتعلق بحقوق الإنسان، بناءً على الظروف الشخصية، سيعتبر أقل أهمية من الحقوق التعاقدية وحقوق الملكية.
مالت قضايا حقوق الإنسان في السبعين عامًا الأولى من التاريخ الكندي إلى أن تنشأ في إطار التقسيم الدستوري للسلطات بين الحكومة الفيدرالية وحكومات المقاطعات. كان بإمكان أي شخص طُبّق عليه قانون إقليمي أن يطعن في هذا القانون في المحاكم، بحجة أنه يتدخل في مسألة تخص الحكومة الفيدرالية، وبالمقابل كان بإمكان أي شخص طُبق عليه القانون الفيدرالي الطعن فيه أمام المحكمة، بحجة أنه يتدخل في مسألة تخص المقاطعات. في الحالتين، انصب التركيز في المقام الأول على السلطة الدستورية للحكومة الفيدرالية وحكومات المقاطعات، وليس على حقوق الفرد.
كان تقسيم السلطات أيضًا سببًا وراء عدم استخدام مصطلح «الحقوق المدنية» في كندا بنفس الطريقة المستخدمة في بلدان أخرى، مثل الولايات المتحدة. تعد «حقوق الملكية والحقوق المدنية» أحد المجالات الرئيسية لاختصاص المقاطعات، وهي عبارة عامة تُستخدم لجمع كل ما يُسمى عادةً القانون المدني، مثل العقود والممتلكات والأضرار والجرائم أو الجنح وقانون الأسرة والوصايا والعقارات والإرث وما إلى ذلك. يعود تاريخ استخدام هذه العبارة إلى قانون كيبيك لعام 1774. بالنظر إلى المعنى الواسع والراسخ لـ «الحقوق المدنية» في القانون الدستوري الكندي، لم تُستخدم بمعنى حقوق المساواة الشخصية الأكثر دقةً، بل استُخدمت مصطلحات «حقوق الإنسان» بدلًا منها.

#### وثيقة الحقوق الضمنية
في عام 1938، ظهر تطور في الحماية القضائية للحقوق. أصدرت حكومة مقاطعة ألبرتا سلسلة من القوانين لتنفيذ برنامجها الائتماني الاجتماعي، وتعرضت لانتقادات شديدة من وسائل الإعلام. سنت الهيئة التشريعية قانون دقة الأخبار والمعلومات ردًا على ذلك، وكان شأنه أن يمنح الحكومة سلطة توجيه التغطية الإعلامية لها. أحالت الحكومة الفيدرالية العديد من مشاريع القوانين في ألبرتا إلى المحكمة العليا للحصول على رأي مرجعي. وجد ثلاثة من أعضاء المحكمة الستة أن التعليق العام على الحكومة وحرية الصحافة مهمان جدًا للديمقراطية لدرجة أن هناك وثيقة حقوق ضمنية في الدستور الكندي تحمي هذه القيم. أشارت المحكمة إلى أن البرلمان الفيدرالي هو الوحيد الذي يملك سلطة التعدي على الحقوق السياسية التي يحميها قانون الحقوق الضمني. بالتالي، كان قانون دقة الأخبار والمعلومات غير دستوري. مع ذلك، لم تستخدم المحكمة العليا «وثيقة الحقوق الضمنية» في العديد من القضايا اللاحقة.